# Arthit Boodjinda
Arthit Boodjinda (thailändisch อาทิตย์ บุตรจินดา; * 7. August 1994 in Kalasin), auch als Nook bekannt, ist ein thailändischer Fußballspieler.

## Karriere
Arthit Boodjinda erlernte das Fußballspielen in der Aspire Academy in Katar. Seinen ersten Profivertrag unterschrieb er 2012 beim Erstligisten Buriram United in Buriram. 2013 und 2017 wurde er mit dem Club thailändischer Fußballmeister. Den FA Cup gewann er mit Buriram 2013. Die Saison 2014 wurde er an den damaligen Drittligisten Surin City FC nach Surin ausgeliehen. Ebenfalls per Ausleihe spielte er die Saison 2015 bei TTM Phichit FC in Phichit. Der Verein spielte in der zweiten Liga, der Thai Premier League Division 1. 2015 wurde der Club 19. der Tabelle und wurde anschließend aufgelöst. Boodjinda wurde im Anschluss an den Erstligisten Chainat Hornbill ausgeliehen. Nach Ende der Saison musste der Club aus Chainat in die zweite Liga absteigen. 2017 spielte er wieder für Buriram. Nach Vertragsende wechselte er 2018 nach Bangkok, wo er sich dem Erstligisten Port FC anschloss. Die Rückserie 2019 wurde er an den Ligakonkurrenten Chonburi FC nach Chonburi ausgeliehen. 2020 ging er ebenfalls auf Leihbasis zum Erstligaaufsteiger Police Tero FC nach Bangkok. Für Police bestritt er elf Erstligaspiele. Nach der Ausleihe wurde er im Januar 2021 fest von Police unter Vertrag genommen. In der folgenden Saison stand er 24-mal in der ersten Liga auf dem Spielfeld. Im August 2022 nahm ihn der Meister Buriram United unter Vertrag. Am 20. Mai 2023 stand er mit Buriram im Endspiel des Thai League Cup. Das Finale wurde mit 2:0 gegen den Erstligisten BG Pathum United FC gewonnen. Im gleichen Monat, am 28. Mai, gewann er mit Buriram den thailändischen Pokal. Im Finale bezwang man den Erstligisten Bangkok United mit 2:0. Nach insgesamt 19 Ligaspielen für Buriram wechselte er im Januar 2024 auf Leihbasis zum ebenfalls in der ersten Liga spielenden PT Prachuap FC. Nach acht Ligaspielen kehrte er nicht nach Buriram zurück. Er wechselte zu Beginn der Saison 2024/25 auf wieder auf Leihbasis zum Erstligaaufsteiger Rayong FC. Für den Verein aus Rayong bestritt er 25 Ligaspiele. Der Erstligaabsteiger Khon Kaen United FC lieh in zu Beginn der Saison 2025/26 aus.

## Erfolge
Buriram United
- Thailändischer Meister: 2013, 2017, 2022/23
- Thailändischer Ligapokalsieger: 2022/23

- Thailändischer Pokalsieger: 2013, 2022/23

Chainat Hornbill FC
- Thailändischer Pokalsieger: 2016